# Killorglin
Killorglin (in irlandese: Cill Orglan) è una cittadina nella contea di Kerry, in Irlanda.

## Amministrazione

### Gemellaggi
- Plouha